# Virokassaari
Virokassaari är en ö i Finland. Den ligger i sjön Puula och i kommunen Hirvensalmi i den ekonomiska regionen  S:t Michel och landskapet Södra Savolax, i den södra delen av landet, 200 km norr om huvudstaden Helsingfors. Öns area är 4,2 hektar och dess största längd är 340 meter i sydöst-nordvästlig riktning.